# O'Byrne (sous-marin)
Pour les articles homonymes, voir O'Byrne.
Le O'Byrne (numéros de coque : SC7, OB) était un sous-marin de classe O'Byrne de la  Marine nationale française, le navire de tête de sa classe. Il a été commandé par la Roumanie pendant la Première Guerre mondiale et mis sur cale en avril 1917 au chantier naval Schneider en Gironde. Cependant, il a été réquisitionné par les autorités françaises à la fin de l’année 1917 et achevé pour les forces navales françaises. À sa mise en service en 1921, il est devenu le premier des sous-marins français achevés entre 1919 et 1944.

## Construction
Le O'Byrne et ses deux sister-ships (le Henri Fournier et le Louis Dupetit-Thouars) ont été commandés par le gouvernement roumain au chantier naval Schneider en Gironde, et mis sur cale en avril 1917. Cependant, la Roumanie a été forcée de quitter la guerre en décembre 1917, alors que la construction des trois navires de guerre en était à ses débuts. Les trois sous-marins ont ensuite été achevés pour la marine française, avec des ponts plus grands et des kiosques. Le O'Byrne est le premier à être lancé (le 22 mai 1919), suivi par le Henri Fournier (le 30 septembre 1919) et le Louis Dupetit-Thouars (le 12 mai 1920). Ils ont été achevés et mis en service en 1921. Chacun des trois sous-marins avait un déplacement en surface de 342 tonnes, et mesurait 52,4 mètres de longueur, avec un maître-bau de 4,7 mètres et un tirant d'eau de 2,7 mètres. Le groupe motopropulseur se composait de deux moteurs diesel Schneider et de deux moteurs électriques entraînant deux arbres d'hélice, ce qui donnait une vitesse maximale en surface de 14 nœuds. Chaque navire avait une autonomie de 1 850 milles marins à 10 nœuds et un équipage de 25 personnes. L’armement se composait de quatre tubes lance-torpilles de 450 mm et d’un canon de pont de 47 mm,.

## Service
Les trois bateaux incorporent les leçons de l’expérience de guerre française et s’avèrent donc raisonnablement efficaces. Ils ont servi en Méditerranée après la Première Guerre mondiale, mais leur carrière s’est déroulée sans incident et ils ont été retirés du service avant le début de la Seconde Guerre mondiale. Le Louis Dupetit-Thouars est radié en novembre 1928 et ses deux sister-ships en août 1935.
Si le O'Byrne avait été livré à la Roumanie une fois terminé, il serait devenu le premier sous-marin roumain. Ce rôle sera rempli par le Delfinul de construction italienne en 1936.